# Hymn Armenii
Mer Hajrenik (Մեր Հայրենիք, pol. „Nasza ojczyzna”) – hymn państwowy Armenii zatwierdzony 1 lipca 1991 roku. Tekst utworu został napisany przez poetę Mikaela Nalbandiana (1829–1866), a muzykę skomponował Barsegh Kanaczian (1885–1967).
Մեր Հայրենիք
Մեր Հայրենիք, ազատ անկախ,

Որ ապրել է դարե դար

Իր որդիքը արդ կանչում են

Ազատ, անկախ Հայաստան:

Ահա եղբայր քեզ մի դրոշ,

Զոր իմ ձեռքով գործեցի

Գիշերները ես քուն չեղա,

Արտասուքով լվացի։

Նայիր նրան երեք գույնով,

Նվիրական մեկ նշան

Թող փողփողի թշնամու դեմ

Թող միշտ պանծա Հայաստան։

Ամենայն տեղ մահը մի է

Մարդ մի անգամ պի՛տ մեռնի,

Բայց երանի՝ որ յուր ազգի

Ազատության կզոհվի:
w polskiej transkrypcji
Mer Hajrenik, azat ankach, 

Wor aprel e dare dar 

Ir wortiky ard kanczum e

Azat, ankach Hajastan.

Aha jechpajr kez mi dyrosz,

Wor im dzerkow gorceci

Giszernery jes kun czegha, 

Artasunkow lywaci.

Najir nyran jerek gujnow,

Nywirakan mer nyszan

Togh poghpoghi tysznamu dem

Togh miszt panca Hajastan. 

Amenajn tegh mahy mi e

Mart mi ankam pit merni,

Bajc jerani wor jur azgi 

Azatutian kyzohwi.
polskie tłumaczenie
Nasz kraj wolny, niepodległy,

Co żył z wieku na wiek,

Jego dzieci wołają

Wolną, niepodległą Armenię.

Oto, bracie, flaga dla Ciebie,

Własnoręcznie tkałam ją

Nocami nie spałam,

Łzami swymi myłam ją.

Popatrz na nią, trzy kolory

To jest dany nam symbol.

Niech błyszczy przeciw wrogowi

Armenii wieczną sławą.

Wszędzie śmierć jest taka sama,

Każdy ginie tylko raz,

Ale tylko ten szczęśliwy,

kto umiera za swój kraj.